# Mansuriyeh
Manşūriyeh (farsi منصوريه) è una città dello shahrestān di Behbahan, circoscrizione di Centrale, nella provincia del Khūzestān. Aveva, nel 2006, una popolazione di 5.226 abitanti.